# Grégori Brachard
Grégori Brachard (* 17. Mai 1980) ist ein ehemaliger französischer Volleyball- und Beachvolleyballspieler. Er wurde einmal französischer Meister im Sand.

## Karriere Hallen-Volleyball
Der Mittelblocker stand von 1999 bis 2001 für Montpellier UC auf dem Spielfeld. Der Verein wurde während dieser Zeit Neunter und Fünfter in der höchsten französischen Spielklasse und erreichte einmal das Viertelfinale im Landespokal. Nach einer längeren Pause war Brachard ab 2005 für Aix UC am Ball, ein neunter und ein zehnter Platz in der Liga B seines Heimatlandes sowie der neunte Rang im Pokalwettbewerb waren die Ausbeute. Nach einem weiteren neunten Platz  in der zweithöchsten Spielklasse mit Marseille Volley 13 kehrte der Athlet 2008 wieder in die Region Okzitanien zurück und wurde mit dem Universitätssportclub Montpellier in der folgenden Saison Vierter der französischen Beletage. 2010 stand sein Team im Pokalfinale. Zwei Spielzeiten später beendete Grégori Brachard seine Hallenkarriere.

## Karriere Beachvolleyball
Einen ersten nicht sehr erfolgreichen Anlauf im Sand unternahm Greg Brachard in der FIVB World Tour bei den French Open in Marseille 1997 mit Kevin Cès, die beiden schafften es nicht ins Hauptfeld. Auch die weiteren Versuche, in der Turnierreihe Fuß zu fassen, brachten acht Jahre später bis einschließlich 2008 mit Pascal Marquet, Denis Damez und Stéphane Canet sehr überschaubare Resultate. Am besten lief es noch mit Erstgenannten beim  Liechtenstein Satellite in Vaduz 2005 mit einem geteilten neunten Rang. Wesentlich erfolgreicher war Brachard bei nationalen Wettbewerben. So gewann er mit Julien Lyneel 2010 die französische Beachmeisterschaft und stand ein Jahr später mit Édouard Rowlandson im Endspiel der gleichen Veranstaltung. Mit Fabien Dugrip erreichte er 2013 in seinem Wohnort zum Abschluss seiner Karriere das Halbfinale bei einem nationalen Event.

## Privates
Grégori Brachard erhielt 2007 das Diplom in Osteopathie. In den folgenden Jahren absolvierte er weitere Schulungen und Ausbildungen wie z. B. Frühpädiatrische Osteopathie, Osteopathie des Sports und Bandscheibenmanipulationen. Zurzeit (Stand: 30. Dezember 2023) bietet er Behandlungen in seiner Praxis in Montpellier an.